# A10 (motorväg, Österrike)
A10 (även kallat Tauern Autobahn) är en motorväg i Österrike. Motorvägen börjar i Salzburg och passerar bl.a. Spittal an der Drau innan den kommer till Villach. Motorvägen är 192 km och passerar förbundsländerna  Salzburg och Kärnten.
Motorvägen har två avbrott där vägen går genom två långa tunnlar, Tauerntunnel och Katschbergtunnel. Dessa tunnlar är motortrafikled, ett körfält per riktning, en körbana och är avgiftsbelagda. Efter en svår trafikolycka i Tauerntunnel 1999 då en lastbilsbrand utvecklades till en olycka med flera döda och svårt skadade, beslöt österrikiska parlamentet att bygga ut tunnlarna så att det blir dubbelrörigt och därmed inte lika sårbart som tidigare. 2010 beräknas tunnlarna vara utbyggda.

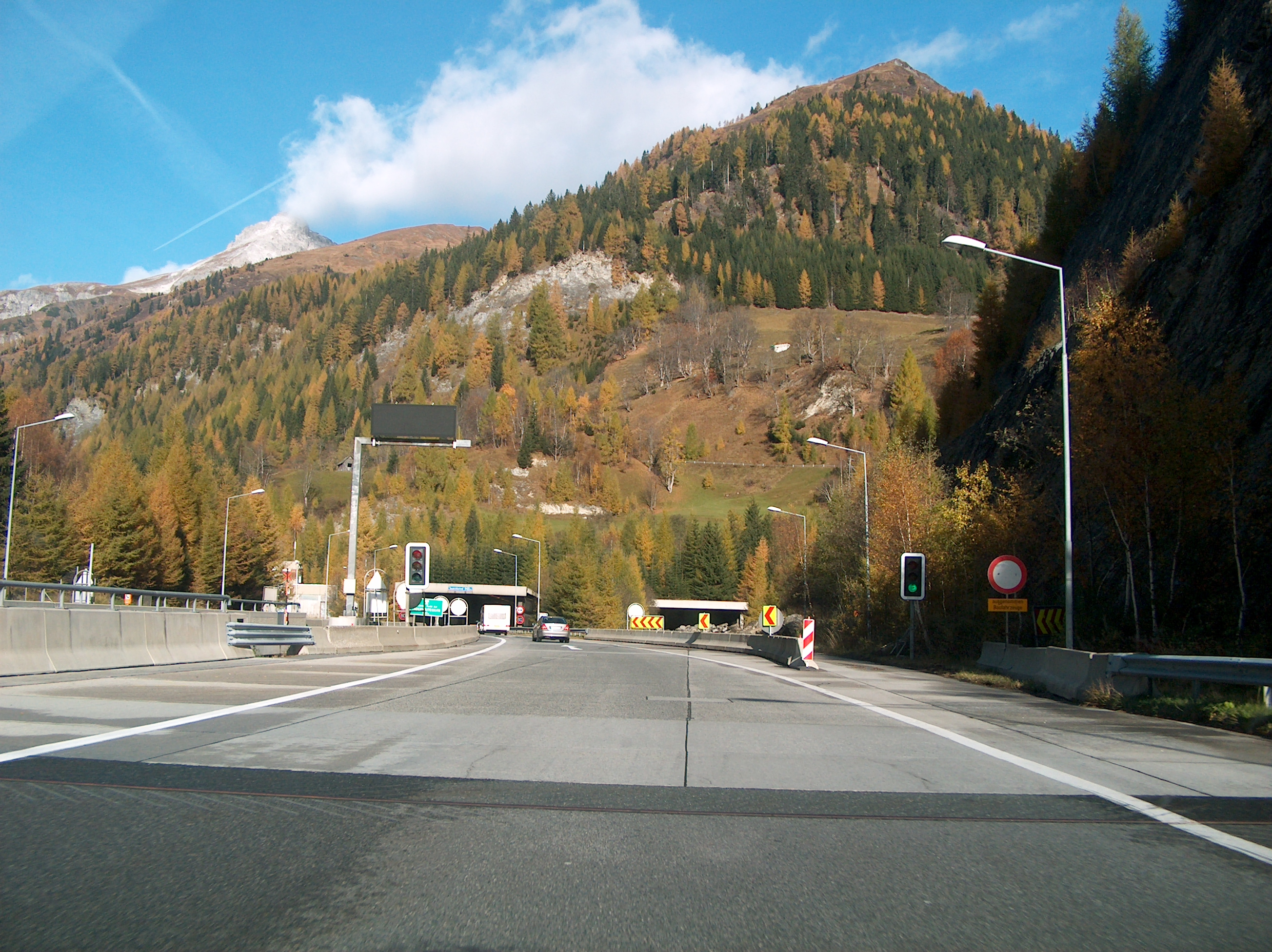
A10 vid Tauerntunneln

På delar av motorvägen utfördes under maj-juni 2006 ett försök med 160 km/h som fartgräns och variabla gränser med elektroniska skyltar som anger lägre fart vid sämre väder.

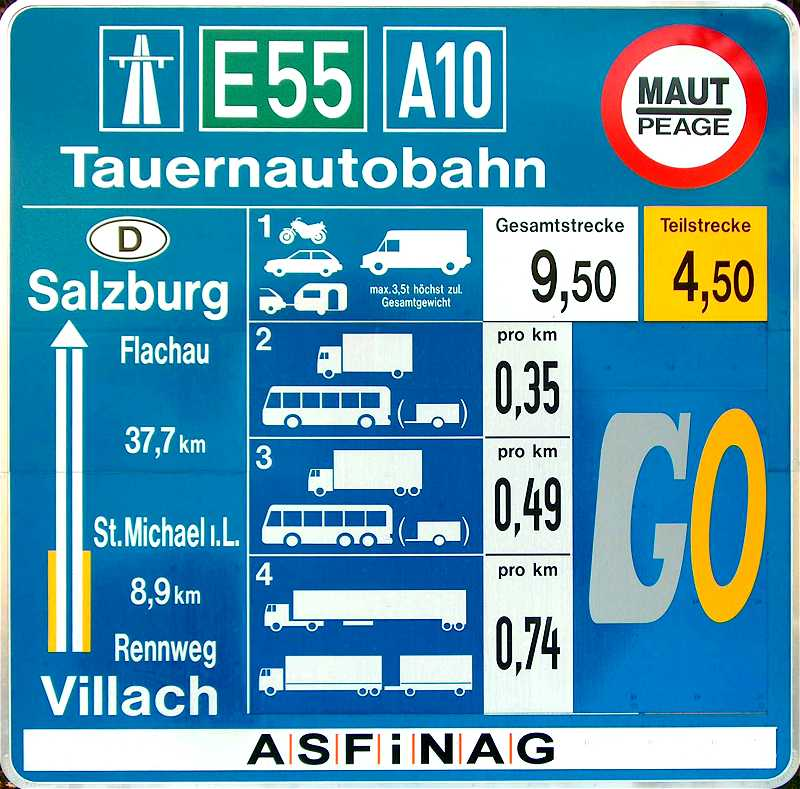
Information om betalstationen